# Сечу (Прахова)
Сечу (рум. Seciu) насеље је у Румунији у округу Прахова у општини Болдешти-Скаени. Oпштина се налази на надморској висини од 363 m.

## Становништво
Према подацима из 2002. године у насељу је живело 1052 становника, од којих су сви румунске националности.